# La Sibilla
La Sibilla è una rivista bimestrale di enigmistica classica fondata a Napoli nel 1975 e tuttora diretta da Guido Iazzetta.
Il nome si ispira alla celebre Sibilla Cumana, donna leggendaria dotata di poteri divinatori, che la tradizione vuole sia vissuta in una grotta nei pressi di Cuma. La Sibilla Cumana era solita esprimere i suoi vaticini in forma particolarmente criptica, ragion per cui è sempre stata associata al concetto di enigma.
Mensile dal 1975 al 1978, poi bimestrale, la rivista ha pubblicato finora trentasei supplementi (Quaderni della Sibilla), ed è una delle più longeve pubblicazioni enigmistiche di ogni tempo.

La Sibilla ospita testi poetici ed epigrammatici: si tratta in realtà di enigmi che alludono a un diverso soggetto, da trovare, al di là di quello apparente (vedi indovinello). Ospita inoltre crittografie, rebus e articoli tecnici concernenti l'enigmistica e la ludolinguistica. La rivista gode largo seguito grazie ai giochi di famosi enigmisti e personalità come Stefano Bartezzaghi, Umberto Eco, Nicola Piovani, Roberto Vecchioni, Francesco Guccini, Frankie hi-nrg mc, il Mago Forest e Paolo Conte.
Gli abbonati de La Sibilla, gli altri specialisti del settore e i simpatizzanti partecipano annualmente a un convegno (Festa della Sibilla) che si è svolto a Marina di Massa fino al 2018, dal 2019 al 2023 a Pompei e dal 2024 a Rimini, in occasione del quale vengono premiati gli autori più abili nelle varie specialità, come ad esempio gli enigmi poetici, gli anagrammi, le frasi bisenso e le crittografie.
La redazione è composta da: Edgardo Bellini (Edgar), Alessandro Cassani (L'Incas), Rosanna Gastaldi (Pratolina), Maria Maraviglia (Malia), Giuseppe Sangalli (Pipino il Breve). Si avvale dell'apporto di vari disegnatori, tra cui Alfredo Baroni, Noemi Camporeale, Giovanni Gastaldi, Roberto Mangosi, Sandro Mosca, Livia Pastore, Emiliana Pinna, Stefano Scagni, Sofia Terzo, Fabiana Trerè, Enrico Viceconte.

## I Quaderni della Sibilla
- Giovanni Caso (Cleos), Stanze chiuse a chiave, 1977
- Raoul Orvieto (Re Faraone), Contributo ai geometrici, 1977
- Cesare Pardera (Ciampolino), Vite parallele: Re Enzo e Fra Ristoro, 1977
- Giochi poetici e brevi, 1978
- Piero Bartezzaghi (Zanzibar), Voli nella mia galassia, 1979
- Cesare Pardera (Ciampolino), Scritti, 1980
- Giuseppe Lipera, Echi di silenzio, 1981
- Gianfranco Riva (Fan), I giorni della Sfinge, 1984
- Mario Daniele (Favolino), Bagliori nel meriggio, 1985
- Aldo Nugnes (Lilianaldo), Antologia di crittografie, 1987
- Il Premio Stelio vent'anni dopo, 1989
- Stefano Bartezzaghi, Studio crittografico, 1992
- Luigi Santucci, Ma se ghe penso, 1995
- M. Barile - G. Pontrelli, Matematica ed enigmistica, 1997
- M. Barile - G. Pontrelli, Giochi linguistici e pubblicità, 1998
- M. Barile - M. Miccoli, Il filo d'Arianna a Teseo, 1999
- Paolo Ogheri, (Paolino), Antologia di rebus, 1999
- Giuliano Ravenni (Il Priore), È venuto un momento, 1999
- Guido Iazzetta (Guido), Alfabeat, 1999
- La Sibillina, 2001
- Sillabe di Sibilla, 2002
- Giuseppe Varaldo (Beppe), Introduzione alla ludolinguistica, 2003
- R. Hidalgo - B. Parisi, Verbalia, 2004
- Ennio Peres (Mister Aster), L'anagramma, 2004
- Cesare Della Pergola (Paracelso), Antologia d'enigmi, 2004
- Giovanni Manetti, Strategie del discorso oracolare: la scrittura, 2004
- Maria Maraviglia (Malia), Tre uomini e una bamba, 2004
- Maria Maraviglia (Malia), Alba, fotoreporter, 2006
- Gianni Ruello (Il Nano Ligure), Antologia di indovinelli, 2007
- Cesare Bartolini (Simon Mago), Antologia di enigmi, 2007
- Gentile Dessy (Spirto Gentil), Cinquant'anni di enigmi, 2008
- Gymnasium, 2009
- Album di figurine degli Enigmisti Italiani, Menthalia, 2014
- Sergio Bertolotti (Ser Berto), Antologia di enigmi, Menthalia, 2014
- Antologia della Sibilla, Menthalia, 2014
- Guido Iazzetta, Antologia di enigmi, Menthalia, 2018
- La Sibilla - Speciale 50 anni, 2024
- Loreto Mattei, Enigmi, a cura di Felice Paniconi, 2024